# Dorota Wójcik
Dorota Wójcik (ur. w Łodzi) – polska sopranistka, solistka Teatru Wielkiego w Łodzi (od 1991).

## Życiorys
Ukończyła z wyróżnieniem Wydział Wokalno-Aktorski Akademii Muzycznej w Łodzi w klasie śpiewu Haliny Romanowskiej. Od początku kariery muzycznej związana jest z Teatrem Wielkim w Łodzi – w 1991 jako studentka zadebiutowała na jego scenie partią Micaeli w operze „Carmen”. W latach 1994–1995 była solistką w Teatrze Muzycznym w Łodzi. Ponadto ukończyła Mistrzowskie Kursy Wokalne Teresy Żylis-Gary. Od 2007 pracuje jako starszy wykładowca śpiewu solowego na Wydziale Wokalno-Aktorskim Akademii Muzycznej w Łodzi. W 2017 uzyskała stopień doktora sztuki muzycznej w dyscyplinie artystycznej: wokalistyka.
W repertuarze posiada łącznie 50 tytułów partii operowych, operetkowych i musicalowych, w tym około 40 pierwszoplanowych. Jest autorką wokalizy „Ave Maria” Andrzeja Krauze do filmu dokumentalnego poświęconemu kardynałowi Stefanowi Wyszyńskiemu. Śpiewała w operach w Polsce i za granicą, m.in. w: Holandii, Belgii, Franci, Hiszpanii, Portugalii, Niemczech i Ameryce Południowej. Daje recitale m.in. w ramach Koncertów Roku w Łazienkach Królewskich w Warszawie, Cecyliańskich Dni Muzyki Sakralnej w Radomiu, Festiwalu Muzyki Wokalnej „Viva il canto” w Cieszynie, na festiwalach operowych w kraju (Bydgoszcz) i za granicą (Xanten, Salzburg). Wykonuje także repertuar oratoryjny w Filharmoniach: Łódzkiej, Krakowskiej, Częstochowskiej, Wrocławskiej, Lubelskiej, Zielonogórskiej i Kaliskiej. Na zaproszenie Teresy Żylis-Gary wystąpiła wraz z nią we wspólnym koncercie w Monaco przed księciem Albertem.

### Życie prywatne
Jej ojciec pochodzi z Podkarpacia, matka zaś z łódzkich Łagiewnik. Wójcik wychowywała się na osiedlu Żubardź w Łodzi. Przez pewien okres mieszkała nad Jeziorskiem, lecz ze względów zawodowych zamieszkała ponownie w Łodzi w dzielnicy Górna.

## Nagrody
- Nagroda specjalna Wielkiej Orkiestry Symfonicznej Polskiego Radia i Telewizji,
- Nagroda Agencji Artystycznej „Silesia”,
- Nagroda Krajowego Biura Koncertowego,
- Nagroda Specjalna Zarządu Głównego Polskich Artystów Muzyków,
- II nagroda na konkursie Muzyki Kameralnej w Akademii Muzycznej w Łodzi[2],
- Nagroda Marszałka Województwa Łódzkiego (2005, 2008 i 2015),
- Nagroda ZASP, za wkład w rozpowszechnianie kultury polskiej (2012),
- Nagroda Ministra Kultury i Sztuki (2013)[2].

## Odznaczenia
- Odznaka honorowa „Zasłużony dla Kultury Polskiej”,
- Brązowy Medal „Zasłużony Kulturze Gloria Artis” (2018)[2].